# Mã vạch DNA
Mã vạch DNA (DNA barcoding, chỉ thị DNA) là một đoạn gen ngắn, chuẩn của các loài sinh vật đã được xác định nằm trong ngân hàng gen, được sử dụng để định danh các loài sinh vật chưa biết bằng phương pháp so sánh với trình tự DNA của ngân hàng gen (Genbank).